# Polroute
Die Polroute oder Polarroute ist eine Flugroute, die über einen der Pole bzw. zumindest über die Polargebiete führt. Die Kugelgestalt der Erde hat zur Folge, dass Langstreckenflüge zwischen Zielen auf der Nordhalbkugel die kürzeste Distanz haben, wenn sie weit nach Norden geführt werden; für die Südhalbkugel gilt das gleiche analog.

## Nordpolarroute

### Erste Flüge
Den ersten Flug auf der Nordpolarroute machten die sowjetischen Flugpioniere Waleri Tschkalow, Georgi Baidukow und Alexander Beljakow. Vom 18. bis 20. Juni 1937 flogen sie mit einer Tupolew ANT-25 von Moskau über den Nordpol und dann weiter nach Nordamerika, wo sie in Oregon landeten. Der Flug dauerte 63 Stunden und ging über 9130 km (Luftlinie 8504 km).
Am 18. und 19. September 1945, also unmittelbar nach Ende der Kampfhandlungen im Pazifikkrieg, flogen drei amerikanische Boeing B-29 von Hokkaido über Alaska bis nach Chicago. Im Oktober 1946 flog ebenfalls eine Boeing B-29 von Oʻahu (Hawaii) nonstop nach Kairo in Ägypten.

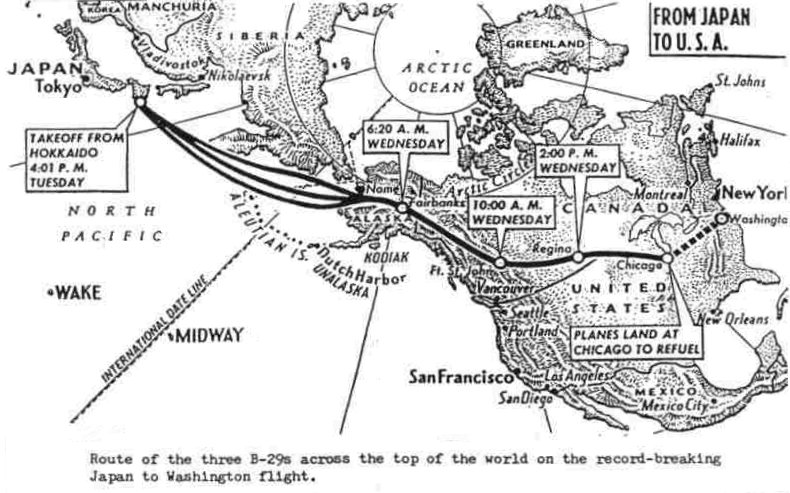
Der Flug der drei B-29 im September 1945

### Kommerzielle Nutzung
Die ersten kommerziellen Flüge über das Nordpolargebiet gab es auf der Route zwischen dem Osten der USA (New York, Washington, Chicago) und Ostasien (Japan, Korea, Taiwan). Als Zwischenlandeplatz wurde hierfür der Flughafen Anchorage in Alaska errichtet.
In Europa war die skandinavische SAS die erste Fluglinie, die über die Arktis flog. 1954 richtete sie den ersten direkten Flugverkehr von Kopenhagen nach Los Angeles ein, mit Zwischenlandungen in Söndre Strömfjord auf Grönland und in Winnipeg (Kanada). Geflogen wurde mit einer Douglas DC-6.
1957 bot die SAS dann auch Flüge nach Japan auf der Polroute an. Mit nur einer Zwischenlandung in Anchorage flog eine Douglas DC-7 von Kopenhagen nach Tokio. Zwar war die Route über Alaska nicht der kürzeste Weg von Europa nach Japan, aber dieser hätte über Nordrussland und Sibirien geführt, und in der Zeit des Kalten Krieges erteilte die Sowjetunion keine Überflugerlaubnisse. Gegenüber der bis dahin üblichen Südroute auf dem Weg von Europa nach Japan sank die Reisezeit aber von 50 auf 32 Stunden. Als einige Jahre später Düsenflugzeuge eingesetzt wurden, sank die Reisezeit weiter auf 16 Stunden.
1983 ging die Finnair noch einen Schritt weiter. Mit ihrer McDonnell Douglas DC-10 verzichtete sie auf den Zwischenstopp in Anchorage und flog von Helsinki aus direkt über den Nordpol und die Beringstraße nach Japan.

### Nach 1990
Nach dem Ende des Kalten Krieges und angesichts des Modernisierungskurses in China hat sich die Lage geändert. Flüge von Europa nach Ostasien dürfen jetzt auf dem geographisch günstigsten Weg über Russland und Sibirien gehen. Die weltweite Bedeutung des Flughafens von Anchorage ist damit weggefallen.
Flüge über das Polargebiet finden heute statt, wenn weit entfernte Ziele auf der Nordhalbkugel angeflogen werden sollen. Beispiele sind die Flüge von Emirates von Dubai in den Westen der USA (Seattle, San Francisco, Los Angeles) oder Flüge aus dem Osten der USA nach China oder nach Südostasien.
Als in Folge des russischen Überfalls auf die Ukraine der Luftraum über Russland weitestgehend gesperrt wurde, führten Fluggesellschaften wieder Linienverbindungen über die Polroute ein.

## Südpolarroute
Flüge von Südamerika bzw. Südafrika nach Australien bzw. Neuseeland überqueren bei geeigneten Windbedingungen den Südpolarkreis und überfliegen die antarktische Küstenlinie, bspw. LATAM LA809/LA810 zwischen Sydney und Santiago de Chile.
Theoretisch würden Flüge zwischen Südafrika und Neuseeland oder zwischen Westaustralien und dem südlichen Südamerika die antarktische Landmasse überfliegen, aber zurzeit werden keine Linienflüge auf diesen Routen angeboten.

## Strahlenbelastung
Die Abschirmung vor der kosmischen Strahlung (Höhenstrahlung) durch das Erdmagnetfeld ist in den nördlichen und südlichen Polregionen am schwächsten. Deshalb ist die Strahlenbelastung bei Flügen in den Polarregionen deutlich höher als in anderen Regionen. Menschen, die häufig in diesen Regionen fliegen, können Strahlendosen erhalten, die mit Dosiswerten vergleichbar sind, die Berufsgruppen erhalten, die ionisierende Strahlung einsetzen oder mit radioaktiven Quellen umgehen. Bei Alitalia setzte das Flugpersonal in den 1990er Jahren durch, dass die Polroute nicht mehr geflogen werden darf. Ob und wenn ja in welchem Ausmaße nennenswerte gesundheitliche Auswirkungen von solchen Strahlendosen zu erwarten sind, ist nach wie vor wissenschaftlich umstritten. Die Arbeitshypothese geht jedoch von einer linearen Dosis-Wirkungs-Beziehung ohne Schwellenwert aus – das heißt, die einzige sichere Dosis gemäß dieser Hypothese wäre 0 und mit jeder zusätzlichen Dosis steigt das Risiko an. Gegensätzliche Hypothesen wie Hormesis werden nach wie vor diskutiert, sind jedoch nicht Grundlage entsprechender Strahlenschutzverordnungen.